# Juan Carlos Salazar Salazar
Juan Carlos Salazar Salazar (Manizales, Colombia, 1 de diciembre de 1960) es un Militar, Oficial General del Ejército Nacional de Colombia, del arma de Ingenieros Militares. Fue hasta 2017 Jefe de Estado Mayor Conjunto de las Fuerzas Militares.

## Biografía
Nació en Manizales en diciembre de 1960. Ingresó a la Escuela Militar de Cadetes General José María Córdova en 1978. Graduado de Ingeniero Civil y Administrador de Empresas, también posee una Maestría en Defensa y Seguridad Nacional y una especialización en Gerencia. 
Salazar también se desempeñó como comandante de la Sexta División, jefe de Logística del Ejército, subjefe de Estado Mayor Conjunto Operacional de las Fuerzas Militares y director de la Escuela Superior de Guerra, entre otros.
El 28 de diciembre de 2016 asumió como Jefe del Estado Mayor Conjunto de Colombia, cargo que ocupó hasta diciembre de 2017.
Durante su carrera ha recibido más de 88 medallas y condecoraciones nacionales y extranjeras.
El general Salazar tiene dos hijos, María Camila Salazar Cerón y Juan Mateo Salazar Cerón. 